# Türkgünü
Türkgünü (türkisch ‚Türkischer Tag‘) war ein türkisch-europäisches Kulturfest, das seit 2002 jährlich in Berlin stattfand.
An der Gründungsveranstaltung im Jahr 2002 nahmen 12.000 Menschen teil. Als Festmeile diente bislang die Straße des 17. Juni zwischen dem Brandenburger Tor und dem Kleinen Stern.  
Neben türkischer Musik und Kunst aus Deutschland wie der Türkei (Musiker wie Muhabbet aus Berlin oder Haluk Levent aus der Türkei) war auch das kulinarische Programm ein wichtiges Element des Festivals, das die Deutschtürken als Teil der deutschen Gesellschaft präsentieren wollte.
Im Jahr 2007 wurde im Landesmuseum in Zürich unter demselben Namen der erste türkische Tag der Schweiz gefeiert.
Nach 2007 fand im Jahr 2011 erneut ein Türkgünü in Berlin statt.